# آیداکایوو
آیداکایوو (به لاتین: Aydakayevo) یک منطقهٔ مسکونی در روسیه است که در باشقیرستان واقع شده‌است.